# Усть-Нера
Усть-Не́ра (якут. Уус Ньара, эвен. Нера Дāптун) — посёлок городского типа на востоке Якутии. Административный центр и самый крупный населённый пункт Оймяконского района (улуса). Население — 4160 чел. (2023).
Расположен при впадении реки Неры в Индигирку. Район Усть-Неры — Оймякона известен как северный полюс холода. Население в основном специализируется на добыче золота.

## Этимология
Город получил своё название по реке Нера. Гидроним же связывают либо с распространённым на территории Евразии древнем корнем нар- (нер-) — «вода, река», либо с словом нёра, которае на индигирском диалекте эвенкийского языка означает «озёрно-речная рыба кунжа».

## История
1939—1945 гг. Первые годы посёлка
В 1939—1941 годах в устье реки Неры, притока Индигирки, в районе будущего посёлка работала экспедиция В. А. Цареградского. В это время там были разведаны десятки богатейших россыпных месторождений золота. В 1942 году открыты первые золотодобывающие прииски, произведена первая разведка вольфрамового месторождения «Аляскитовое». В 1944 году организовано Индигирское ГПУ Дальстроя.

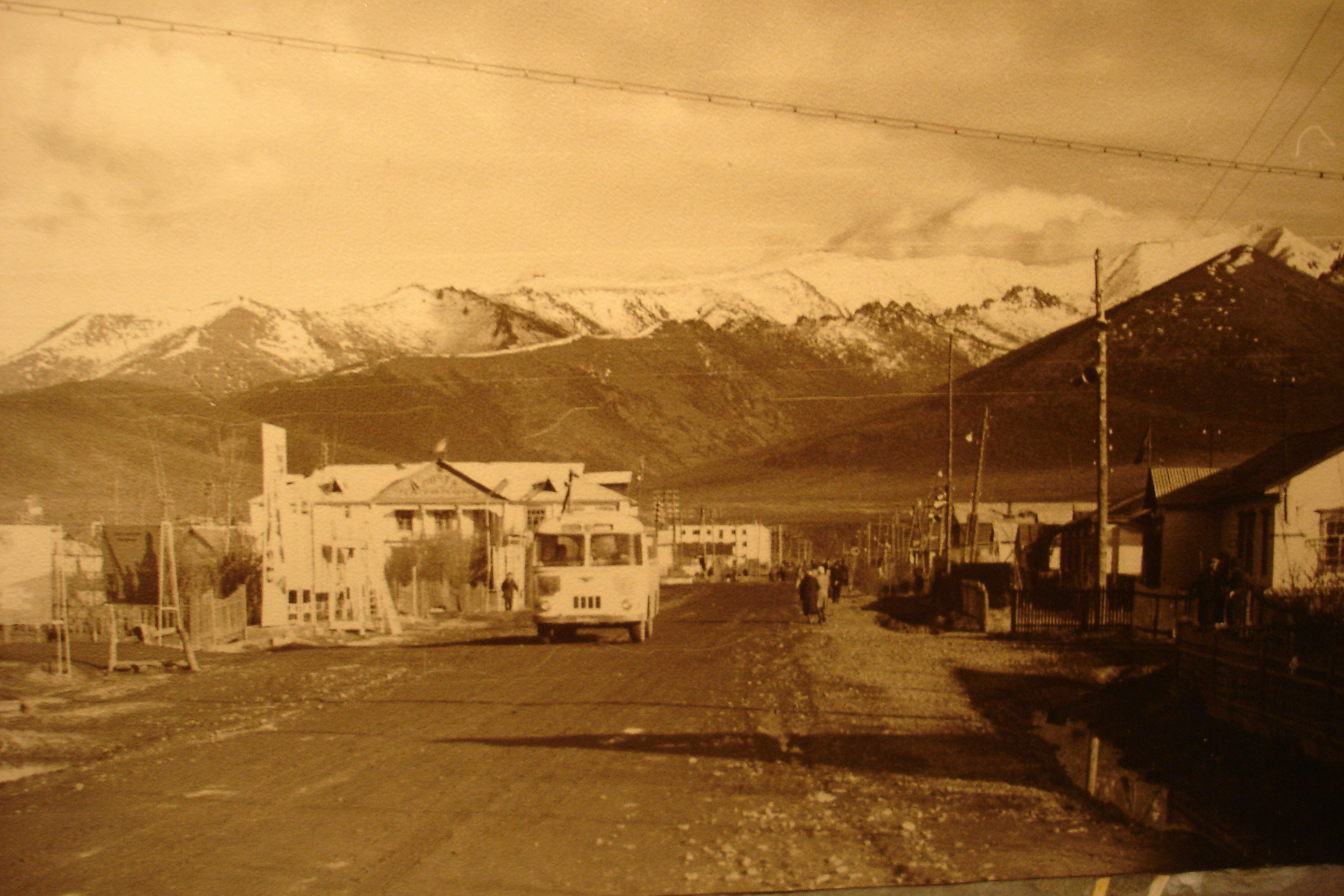
Поселок в Оймяконском районе, 1960-е

В 1945—1946 годах построено первое здание школы. Первый выпуск средней школы № 1 состоялся в 1951—1952 годах. В 1947 году было построено новое 2-этажное здание школы. Территория стройки школы была обнесена колючей проволокой, так как её строили заключённые. В посёлке в 1949—1958 годах был Индигирский лагерь Дальстроя; заключённые использовались для прокладки Колымской трассы в направлении Магадана, работ на приисках, строительства домов, добычи золота. Граница Усть-Неры заканчивалась нынешней территорией районной больницы, далее начинались непроходимые болота. На месте нынешней аптеки стоял питомник собак, которые сторожили заключённых. Со здания старой милиции начиналась территория лагеря. В 1945 году в Усть-Нере начато строительство ИНЭК — Индигирского энергокомбината, в 1946 году посёлок получил первый промышленный ток, началась телефонизация поселка.
Индигирлаг
По сведениям общества Мемориал, в 1949—1958 годах в поселке размещался Индигирлаг.
Наводнения 1951-го, 1959-го и 1967 годов

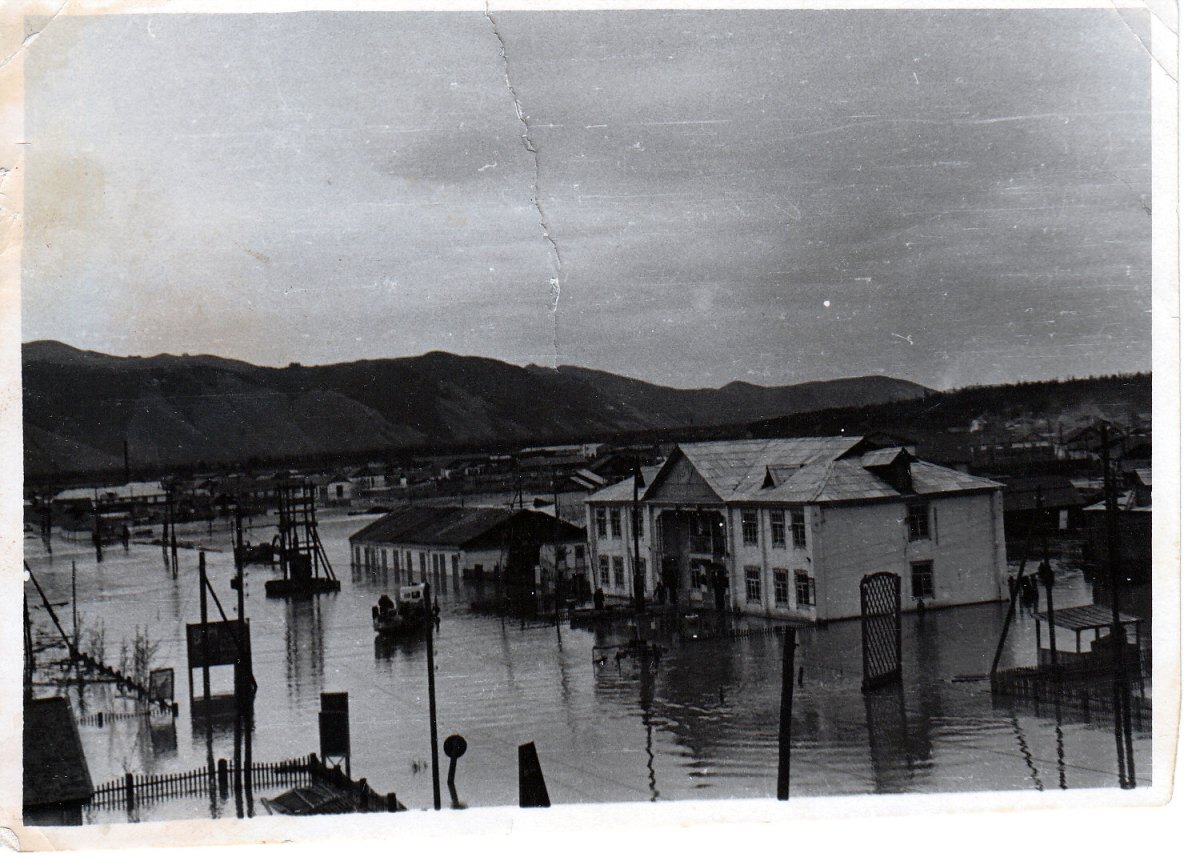
Усть-Нера, 1959 год. Наводнение.

В краеведческом музее хранятся фотографии, свидетельствующие о наводнениях, которые произошли в мае 1951 года, в июле 1959 года, в мае 1967 года. Очевидцы первого наводнения рассказывали, что вода поднялась до второго этажа старой школы. Людей эвакуировали на сопку. Почти все продовольственные склады оказались под водой. После второго наводнения руководство района решило укрепить берег Индигирки. Все работники предприятий вышли на субботники, за неделю управились с работой.
1950 год — наши дни
С 1950 года посёлок городского типа. 3 июня 1954 году посёлок Усть-Нера становится районным центром Оймяконья. Руководство района переехало из села Оймякон в Усть-Неру. В 1971 году одними из первых в Якутии жители Усть-Неры получили возможность смотреть телевизор. В 1974 году было сдано здание второй Усть-Нерской школы. Осенью 1978 года госкомиссия приняла в эксплуатацию бетонный мост через Индигирку между усть-нерским аэропортом и Усть-Нерой.
24 октября 2008 года было открыто движение по автомобильному мосту, построенному через реку Эльги в районе переправы «Славка». Благодаря этому участок Колымской трассы между Хандыгой и Магаданом стал открыт для круглогодичного проезда.

## Климат
Климат посёлка резко континентальный с очень холодной и длинной зимой и коротким, но тёплым летом.
- Средняя температура −15.4 °C
- Среднегодовая норма осадков — 237 мм.

| Показатель                    | Янв.  | Фев.  | Март  | Апр.  | Май  | Июнь | Июль | Авг. | Сен. | Окт.  | Нояб. | Дек.  | Год   |
| ----------------------------- | ----- | ----- | ----- | ----- | ---- | ---- | ---- | ---- | ---- | ----- | ----- | ----- | ----- |
| Средний суточный максимум, °C | −40,1 | −35,1 | −21,4 | −5,4  | 7,3  | 18,7 | 21   | 18   | 8,8  | −9,2  | −30,5 | −39,4 | −8,5  |
| Средняя температура, °C       | −44   | −40,7 | −30,4 | −14,9 | 0,7  | 11,1 | 13,3 | 10,2 | 2,5  | −14,7 | −34,5 | −43   | −15,4 |
| Средний суточный минимум, °C  | −47,9 | −46,2 | −38,3 | −24,3 | −5,8 | 3,5  | 5,7  | 2,4  | −3,7 | −20,1 | −38,8 | −46,5 | −22,1 |
| Норма осадков, мм             | 8     | 7     | 4     | 7     | 17   | 37   | 55   | 45   | 24   | 14    | 11    | 8     | 237   |
| Источник: climate-data.org    |       |       |       |       |      |      |      |      |      |       |       |       |       |

| Показатель                                                   | Янв.  | Фев.  | Март  | Апр.  | Май   | Июнь | Июль | Авг. | Сен.  | Окт.  | Нояб. | Дек.  | Год   |
| ------------------------------------------------------------ | ----- | ----- | ----- | ----- | ----- | ---- | ---- | ---- | ----- | ----- | ----- | ----- | ----- |
| Абсолютный максимум, °C                                      | −14,4 | −11,5 | −0,7  | 11,8  | 26,3  | 32,9 | 36,1 | 33,3 | 23,2  | 4,3   | −8    | −16,4 | 36,1  |
| Средний суточный максимум, °C                                | −41,4 | −36,4 | −17   | −1,1  | 12,0  | 21,5 | 24,0 | 19,9 | 9,6   | −7,7  | −30,5 | −40,9 | −7,3  |
| Средняя температура, °C                                      | −44,2 | −41,5 | −25,6 | −8,1  | 5,9   | 14,3 | 16,6 | 12,6 | 3,8   | −12   | −33,7 | −43,3 | −12,9 |
| Средний суточный минимум, °C                                 | −46,9 | −45,4 | −33,2 | −15,8 | −0,3  | 7,1  | 9,6  | 6,1  | −1,3  | −16   | −36,7 | −45,8 | −18,2 |
| Абсолютный минимум, °C                                       | −58   | −55,9 | −52,5 | −35,4 | −18,3 | −6,4 | −2,1 | −6   | −14,6 | −41,3 | −53   | −57,6 | −58   |
| Средняя облачность, окты                                     | 5,7   | 5,0   | 5,3   | 5,9   | 7,2   | 7,4  | 7,5  | 7,2  | 7,1   | 7,4   | 6,6   | 5,5   | 6,5   |
| Норма осадков, мм                                            | 7     | 4     | 6     | 6     | 20    | 44   | 77   | 47   | 31    | 17    | 11    | 7     | 278   |
| Средняя влажность, %                                         | 74    | 72    | 67    | 63    | 59    | 59   | 67   | 71   | 71    | 77    | 77    | 74    | 69    |
| Средняя скорость ветра, м/с                                  | 0,6   | 0,7   | 1,9   | 2,7   | 3     | 2,8  | 2,4  | 2,4  | 2,7   | 2,6   | 1,3   | 0,6   | 2,0   |
| Источник: Погода и Климат (компиляция данных с метеостанции) |       |       |       |       |       |      |      |      |       |       |       |       |       |

## Население
| 1959   | 1970  | 1979    | 1989    | 2002  | 2009  | 2010  |
| ------ | ----- | ------- | ------- | ----- | ----- | ----- |
| 10 789 | ↘7820 | ↗10 399 | ↗12 535 | ↘9457 | ↘8605 | ↘6463 |
| 2011   | 2012  | 2013    | 2014    | 2015  | 2016  | 2017  |
| ↘6410  | ↘6077 | ↘5846   | ↘5643   | ↗5898 | ↘5597 | ↘5434 |
| 2018   | 2019  | 2020    | 2021    | 2023  |       |       |
| ↘5173  | ↘5000 | ↘4720   | ↘4228   | ↘4160 |       |       |

## Инфраструктура

### Транспорт
- федеральная автомобильная дорога М56 «Колыма»
- аэропорт «Усть-Нера»

### Образовательные учреждения
- детский сад «Сказка»
- детский сад «Петушок»
- детский сад «Березка»
- Усть-Нерский центр помощи детям
- МБОУ «Усть-Нерская гимназия»
- МБОУ Усть-Нерская СОШ им. Игоря Хоменко
- Вечерняя общеобразовательная школа

### Медицинские учреждения
- ЦРБ Оймяконского района
- МУП аптека № 62
- (частная) аптека «Березка»

### Культурные учреждения
- Дом Культуры «Металлург»
- МБУ ДЦРТ «Пегас»
- Районный краеведческий музей
- Набережная

### Спортивные учреждения
- спорткомплекс с плавательным бассейном, и футбольным стадионом

### Коммерческие предприятия
- горнодобывающие предприятия (золото, сурьма)
- «Восточно-Якутский» филиал ГУ горно-геологического предприятия Республики Саха (Якутия) «Якутскгеология»
- городское отделение почтовой связи 678730 ФГУП Почта России
- филиал ОАО «Магаданэнерго» — Западные электрические сети, обслуживающая, в частности, ЛЭП «Аркагалинская ГРЭС — Усть-Нера».
- отделение Макрорегионального филиала «Дальний Восток» ОАО «Ростелекома».
- филиалы банков (Сбербанк России и Ланта-Банк)
- гостиница «Солнечная»
- множество магазинов и рынок

## Изображения

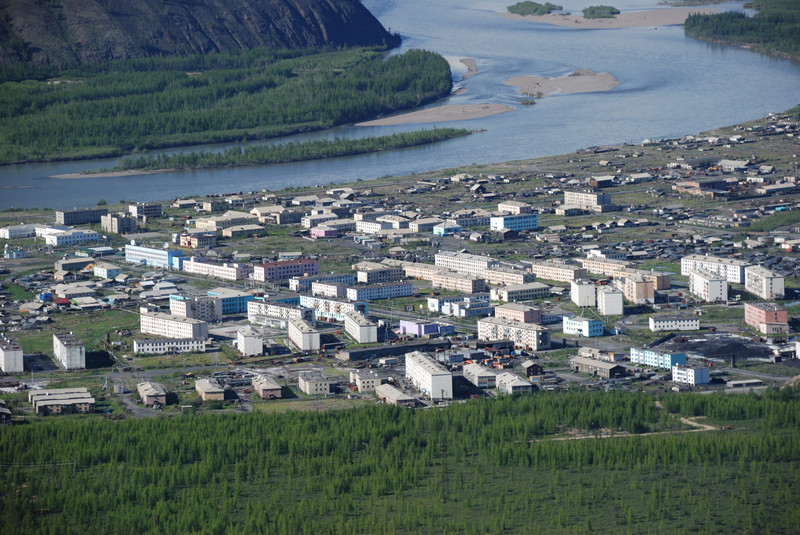
Усть-Нера. Вид с горы.
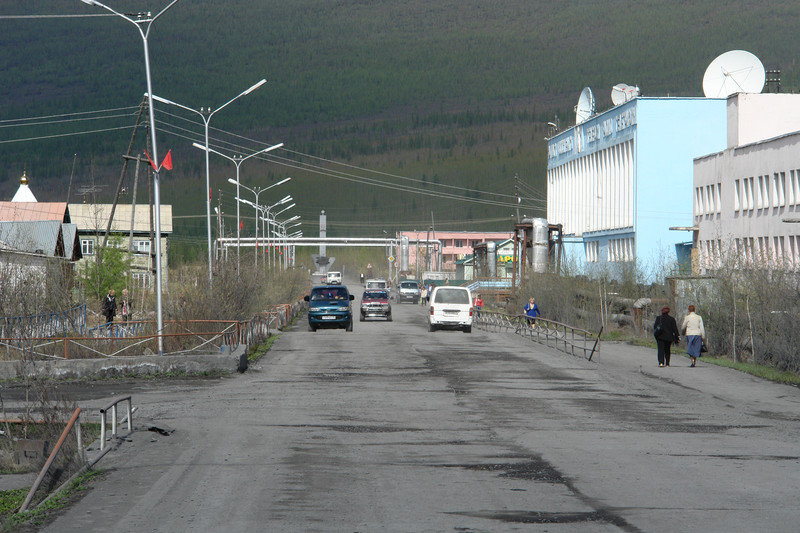
Усть-Нера, 2011 год